# Croom-Gletscher
Der Croom-Gletscher ist ein steiler und breiter Gletscher an der Wilkins-Küste des Palmerlands auf der Antarktischen Halbinsel. Er fließt zum Kopfende des Smith Inlet, das er zwischen dem Moe Point und dem Hughes-Piedmont-Gletscher erreicht.
Der United States Geological Survey kartierte ihn im Jahr 1974. Das Advisory Committee on Antarctic Names benannte ihn 1976 nach dem US-amerikanischen Biologen John M. Croom, der von 1968 bis 1969 im Rahmen des United States Antarctic Research Program auf der Palmer-Station sowie 1970 als Austauschwissenschaftler auf der sowjetischen Bellingshausen-Station tätig war.